# Richard Gordon (astronauta)
Richard Francis Gordon, Jr. (Seattle, 5 ottobre 1929 – San Marcos, 6 novembre 2017) è stato un astronauta statunitense.
Gordon era pilota della missione Gemini 11 e pilota del modulo di comando della missione lunare Apollo 12. È stato riserva di David Scott per il volo di Gemini 8 (come pilota) e di Apollo 9 (pilota del modulo di comando, o "CMP"); riserva sempre di Scott per il volo lunare di Apollo 15. Avrebbe dovuto essere il comandante di Apollo 18 e scendere sulla luna con il geologo Harrison H. Schmitt. Dopo il disastro di Apollo 13 furono annullate le missioni Apollo 18 e 19 e Gordon perse l'opportunità di camminare sulla Luna dato che nel volo di Apollo 12 rimase in orbita mentre i compagni Conrad e Bean effettuavano il secondo sbarco sulla Luna.

## Apollo 17 ed Apollo 18
Ci fu una piccola speranza di assumere il comando di Apollo 17, in quanto la Comunità Scientifica americana insisteva nel voler mandare sulla Luna uno scienziato; l'unico scienziato della NASA ad aver i requisiti per compiere questo viaggio era proprio Schmitt, compagno di Gordon nella lista di equipaggi creata da Deke Slayton.
Slayton, capo dell'Ufficio Astronauti, era solito creare equipaggi costituiti da persone con affinità caratteriali e di competenza professionale. Difficilmente questi equipaggi venivano smembrati per crearne altri, infatti successe solo per il volo di Apollo 13. Fu così che per un breve periodo si ipotizzò di sostituire l'equipaggio originale di Apollo 17 (E.Cernan, R.Evans e J.Engle che già avevano lavorato come riserva di Apollo 14) con l'equipaggio di Gordon (che oltre a Schmitt comprendeva anche Vance Brand, futuro comandante di Space Shuttle).
L'ex astronauta James McDivitt (Gemini 4 e Apollo 9), uno dei responsabili Apollo, e gli astronauti Scott e Conrad (rispettivamente comandanti di Apollo 15 e Apollo 12) ritenevano Cernan (pilota di Gemini 9 e di Apollo 10) inadatto al compito di comandante e spinsero la candidatura dell'equipaggio di Gordon. Infatti Cernan nel 1971 fu protagonista di un banale e stupido incidente con l'elicottero e rischiò di perdere il posto alla NASA se l'accaduto non fosse stato "occultato" da Slayton ai vertici della NASA. D'altro canto Alan Shepard, il primo Americano nello spazio di cui Cernan fu riserva per Apollo 14, e lo stesso Slayton insieme all'ex astronauta Stafford (comandante di Cernan su Gemini 9 e Apollo 10) riuscirono a convincere i vertici NASA a lasciare il comando a Cernan sostituendo Joe H. Engle con Harrison H. Schmitt come pilota del modulo Lunare "LMP" per il volo Apollo 17 che fu l'ultimo a raggiungere la Luna. Nel 1972 Gordon lasciò la NASA e la US NAVY di cui era Capitano.